# Abraham Oppenheim

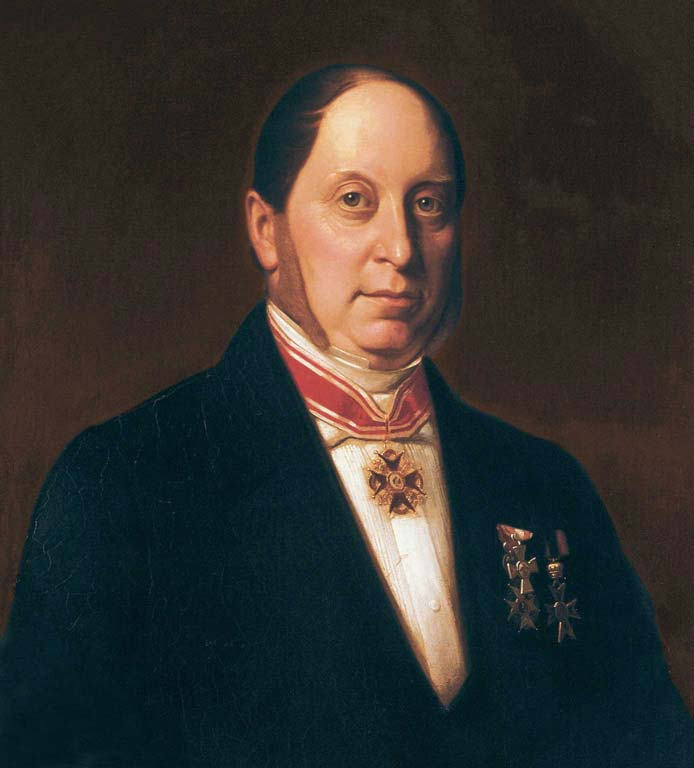
Abraham Freiherr von Oppenheim (1868)

Abraham Oppenheim, ab 1868 Abraham Freiherr von Oppenheim (* 24. Mai 1804 in Köln; † 9. Oktober 1878 ebenda), war ein deutscher Bankier und Mäzen.

## Leben
Oppenheim war der zweitälteste Sohn unter insgesamt zwölf Kindern des Bankiers Salomon Oppenheim junior und dessen Ehefrau Deigen Levi (1775–1842), die sich später Therese Stein nannte. Sie war die Tochter eines Geschäftsmanns aus Dülmen.
1821 trat der älteste Sohn von Salomon Oppenheim (junior), Simon, mit in das väterliche Bankhaus ein, ihm folgte später Abraham; im selben Jahr stattete ihr Vater ihre Mutter mit Unterschriftsvollmacht aus.
Salomon Oppenheim junior erteilte seinen Söhnen Simon und Abraham 1827 Generalvollmacht zur Fortführung der Bankgeschäfte. Im darauf folgenden Jahr wurde Abraham auch Teilhaber. Er baute das von seinem Vater gegründete Kommissions- und Wechselhaus zu einer bedeutenden Privatbank aus. Durch seine Hochzeit 1834 mit Charlotte Beyfus (1811–1887) wurde die Familie eng mit der Bankiersfamilie Rothschild, der Charlottes Mutter entstammte, verwandt und auch geschäftlich verbunden.
Abraham Oppenheim hatte Anteil am Aufbau des deutschen Eisenbahnwesens, der deutschen Versicherungswirtschaft sowie der rheinischen Maschinenbau- und Baumwollindustrie. 1868 wurde er als erster ungetaufter Jude in Preußen in den Freiherrnstand erhoben und gehörte zum engeren Kreis um König Wilhelm I. Im Rahmen seiner Beratung des Königs organisierte er zusammen mit Gerson Bleichröder und anderen befreundeten Bankiers die Finanzierung des preußisch-österreichischen Kriegs von 1866 durch eine Staatsanleihe. Der von Bismarck befürwortete „revolutionäre“ Plan von Abraham Oppenheim und Bleichröder, die im Staatsbesitz befindlichen Bergwerke im Saargebiet zu privatisieren und so den Krieg zu finanzieren, fand beim preußischen König kein Gehör.
Mit Kaufvertrag vom 4. Januar 1873 erwarben Abraham Freiherr von Oppenheim und seine Frau das 1787 erbaute Schloss in Bassenheim mit der dazugehörigen Parkanlage. Danach begann eine umfangreiche Bautätigkeit, zu der unter anderem die Stiftung eines Krankenhauses gehörte, das am 28. Juni 1887 eingeweiht und der Gemeinde übertragen wurde. Zusätzlich zu den Baukosten in Höhe von 48.694 Mark stattete Frau von Oppenheim das Haus mit 450.000 Mark für den Betrieb und die Unterhaltung aus. Zu ihren Lebzeiten verfügte Charlotte von Oppenheim (1820–1887) die Errichtung eines Mausoleums im Park von Bassenheim, in das sie und ihr Mann am 24. Oktober 1889 überführt wurden.
Neffen von Abraham Oppenheim waren Albert von Oppenheim, späterer Mitinhaber des Bankhauses Sal. Oppenheim und bedeutender Kunstsammler, der Bankier Eduard von Oppenheim und der Bankier Henry Oppenheim.